# Bhob Stewart
Bhob Stewart, född Robert Marion Stewart den 12 november 1937 i Meridian, USA, död den 24 februari 2014 i Plymouth, USA, var en amerikansk författare, redaktör, journalist, serietecknare, filmskapare, filmkritiker och lärare. Han började sin karriär under namnet Bobby Stewart, men antog därefter stavningen Bhob Stewart, för att särskilja sig från andra science fiction-fans vid namn Bob Stewart. Han grundade The EC Fan Bulletin 1953 och var medredaktör för fanzinen Xero (1960–1963). Stewart dog den 24 februari 2014, efter att ha lidit av lungemfysem under 35 år.